# Ferrería (Incio)
Ferrería (llamada oficialmente A Ferrería) es una aldea española situada en la parroquia de Trascastro, del municipio de Incio, en la provincia de Lugo, Galicia.

## Geografía
Se encuentra a 653 metros de altitud en un valle en el que confluye el riego de O Lameiro con el río Antigua.

## Demografía
| Gráfica de evolución demográfica de Ferrería entre 2000 y 2021 |
|                                                                |
| Datos según el nomenclátor publicado por el INE.               |

## Patrimonio

### Balneario
La abundancia de hierro y su extracción en la zona propició la apertura de una gran herrería (en gallego Ferrería) que dio nombre a la localidad.
Ese mismo hierro, junto al desnivel de los valles, propicia que las aguas filtradas por las montañas tengan un alto contenido en hierro. Hay constancia de este manantial desde el siglo XVI, cuando pertenecía a la Orden de San Juan de Jerusalén. Posteriormente pasó a manos del Conde de Campomanes.
En 1892, en pleno auge del termalismo en Galicia, A Ferrería fue elegida para la construcción del Gran Balneario por iniciativa del Conde de Campomanes. Él mismo habilitó un pazo de su propiedad, del que se tiene constancia desde 1630, y que cuenta con una capilla barroca. No obstante, tras la guerra civil, como la mayoría de balnearios gallegos, pasó a la ruina y al abandono.
A finales del siglo XX, empezó a reconstruirse el edificio. Sin embargo, una mala gestión de las obras propició su paralización en 2005.